# Stockebäcksäng
Stockebäcksäng är ett naturreservat i Örebro kommun i Örebro län.
Området är naturskyddat sedan 1973 och är 21 hektar stort. Reservatet består av lundartad ädellövskog men även små kärr, bergknallar och öppen torräng.